# Новодачне (Алчевський район)
Новода́чне — село в Україні, у Зимогір'ївській міській громаді Алчевського району Луганської області. Населення становить 99 осіб. До 2020 - орган місцевого самоврядування — Родаківська селищна рада.
Знаходиться на тимчасово окупованій території України. 
Відповідно до Розпорядження Кабінету Міністрів України від 12 червня 2020 року № 717-р «Про визначення адміністративних центрів та затвердження територій територіальних громад Луганської області» увійшло до складу Зимогір'ївської міської громади.

## Географія
Село розташоване на річці Лугань. Сусідні населені пункти: села Суходіл, Красний Луч, Замостя, Говоруха і Новоселівка (все нижче за течією Лугані) на сході, селища Родакове, Біле, Юр'ївка на півдні, Лотикове на південному заході, місто Зимогір'я (вище за течією Лугані) на заході, Степове на північному заході, Довге на північному сході.